# پیتر پی سوروکین
پیتر پی سوروکین (انگلیسی: Peter P. Sorokin؛ زاده ۱۰ ژوئیه ۱۹۳۱) یک فیزیک‌دان اهل ایالات متحده آمریکا است.